# Eurogames 2019
Az Eurogames 2019-ben indult mint a Jeux Sans Frontières utódja. Több műsorelemet is átvettek, mint a fonaljáték (Fil rouge), jokerezés, útifilm az adott városokról, de az új név ellenére még a Jeux Sans Frontières főcímzenéje is elhangzott az elődöntőkben a műsor elején és végén. A jokerezés, az állandójátékok és a fonaljátékok dupla, az utolsó játék pedig tripla pontot ért. A versenyszámok -az 1996-os Játék határok nélkülhöz hasonlóan- a résztvevő országokhoz kötődtek. A 2019-es verseny Rómában zajlott a Cinecittà World-ben. Ugyancsak ebben az évben két új ország is indult: Oroszország és Lengyelország. Mivel Magyarország nem szerepelt a 2019-es vetélkedőben, ezért a magyar "Játék határok nélkül" elnevezés nem volt használatos. Az évad 5 elődöntőből és 1 döntőből állt. A házigazdák Ilary Blasi és Alvin, a főbíró pedig Jury Chechi volt.

## Részt vevő országok
- Németország (D): Sárga
- Spanyolország (E): Piros
- Görögország (GR): Tíl
- Olaszország (I): Kék
- Lengyelország (PL): Fehér
- Oroszország (RU): Zöld

## 1. elődöntő
- Helyszín: Róma, Olaszország

| Hely | Ország | Város           | Pont |
| ---- | ------ | --------------- | ---- |
| 1    | D      | München         | 70   |
| 2    | RU     | Szocsi          | 61   |
| 3    | PL     | Varsó           | 59   |
| 4    | I      | Otranto         | 51   |
| 5    | E      | Aranda de Duero | 45   |
| 6    | GR     | Szaloniki       | 36   |

## 2. elődöntő
- Helyszín: Róma, Olaszország

| Hely | Ország | Város          | Pont |
| ---- | ------ | -------------- | ---- |
| 1    | RU     | Szentpétervár  | 64   |
| 2    | I      | Folgaria       | 55   |
| 3    | D      | Hamburg        | 54   |
| 4    | PL     | Białystok      | 47   |
| 5    | GR     | Spárta         | 45   |
| 6    | E      | Ciudad Rodrigo | 39   |

- Ez volt az egyetlen olyan elődöntő, ahol a vízhordó játék nem fonaljáték, hanem versenyszám volt.

## 3. elődöntő
- Helyszín: Róma, Olaszország

| Hely | Ország | Város    | Pont |
| ---- | ------ | -------- | ---- |
| 1    | D      | Köln     | 67   |
| 2    | RU     | Moszkva  | 61   |
| 3    | PL     | Poznań   | 52   |
| 4    | E      | Astorga  | 47   |
| 5    | I      | Catania  | 40   |
| 6    | GR     | Kükládok | 35   |

## 4. elődöntő
- Helyszín: Róma, Olaszország

| Hely | Ország | Város             | Pont |
| ---- | ------ | ----------------- | ---- |
| 1    | D      | Nürnberg          | 75   |
| 2    | I      | San Felice Circeo | 68   |
| 3    | PL     | Gniezno           | 58   |
| 4    | RU     | Jekatyerinburg    | 53   |
| 5    | E      | Monforte de Lemos | 48   |
| 6    | GR     | Athén             | 27   |

## 5. elődöntő
- Helyszín: Róma, Olaszország

| Hely | Ország | Város             | Pont |
| ---- | ------ | ----------------- | ---- |
| 1    | E      | Jaca              | 59   |
| 2    | I      | Parma             | 58   |
| 3    | GR     | Kréta             | 51   |
| 4    | RU     | Novoszibirszk     | 47   |
| 5    | PL     | Tomaszów Lubelski | 46   |
| 6    | D      | Berlin            | 43   |

## Döntő
- Helyszín: Róma, Olaszország

Az alábbi csapatok jutottak a döntőbe:
| Ország | Város             | Hely | Pont | Elődöntő |
| ------ | ----------------- | ---- | ---- | -------- |
| D      | München           | 1    | 70   | 1        |
| E      | Jaca              | 1    | 59   | 5        |
| GR     | Kréta             | 3    | 51   | 5        |
| I      | San Felice Circeo | 2    | 68   | 4        |
| PL     | Varsó             | 3    | 59   | 1        |
| RU     | Szentpétervár     | 1    | 64   | 2        |

Döntő eredménye
| Hely | Ország | Város             | Pont |
| ---- | ------ | ----------------- | ---- |
| 1    | D      | München           | 70   |
| 2    | GR     | Kréta             | 57   |
| 3    | RU     | Szentpétervár     | 55   |
| 4    | I      | San Felice Circeo | 52   |
| 5    | E      | Jaca              | 48   |
| 6    | PL     | Varsó             | 37   |